# سيرغي زوريا
سيرغي زوريا (بالروسية: Зоря, Сергей)‏ هو لاعب كرة قدم روسي في مركز الوسط، ولد في 6 سبتمبر 1972 في ديميتروفغراد في روسيا. لعب مع أسمرال موسكو وتوربيدو موسكو وزينيت سانت بطرسبرغ.